# Nectamia zebrinus
Nectamia zebrinus är en fiskart som först beskrevs av Fraser, Randall och Lachner, 1999.  Nectamia zebrinus ingår i släktet Nectamia och familjen Apogonidae. IUCN kategoriserar arten globalt som livskraftig. Inga underarter finns listade i Catalogue of Life.